# 第65回ヴェネツィア国際映画祭
第65回ヴェネツィア国際映画祭は、2008年8月27日から9月6日までイタリア・ヴェネツィアで開催された。
コンペティション部門の審査員長はヴィム・ヴェンダースが務め、ダーレン・アロノフスキーの『レスラー』が金獅子賞を受賞した。
オープニング作品はコーエン兄弟の『バーン・アフター・リーディング』である。
日本からはコンペティション部門に北野武監督の『アキレスと亀』、宮崎駿監督の『崖の上のポニョ』、押井守監督の『スカイ・クロラ The Sky Crawlers』が出品された。

## 上映作品

### コンペティション部門
アルファベット順。邦題がついていない場合は原題の下に英題。
| 題名 原題                                                 | 監督                                                  | 製作国                     |
| --------------------------------------------------------- | ----------------------------------------------------- | -------------------------- |
| アキレスと亀                                              | 北野武                                                | 日本                       |
| BirdWatchers - La terra degli uomini rossi (Birdwatchers) | マルコ・ベキス                                        | イタリア ブラジル          |
| 宇宙飛行士の医者 Bumazhnyy soldat(Paper Soldier)          | アレクセイ・ゲルマン・ジュニア                        | ロシア                     |
| プラスティック・シティ 蕩寇 Plastic City                  | ユー・リクウァイ                                      | 中国 ブラジル 香港 日本    |
| Gabbla (Inland)                                           | タリク・テギア                                        | アルジェリア フランス      |
| 崖の上のポニョ                                            | 宮崎駿                                                | 日本                       |
| ボローニャの夕暮れ Il Papa di Giovanna                    | プピ・アヴァティ                                      | イタリア                   |
| Il seme della discordia                                   | パッピ・コルシカート                                  | イタリア                   |
| 陰獣 Inju, la bête dans l'ombre                           | バーベット・シュローダー                              | フランス 日本              |
| Jerichow                                                  | クリスティアン・ペッツォルト                          | ドイツ                     |
| L’Autre (The Other One)                                   | パトリック・マリオ・ベルナルド ピエール・トリヴィック | フランス                   |
| Nuit de Chien (This Night)                                | ヴェルナー・シュレーター                              | ドイツ フランス ポルトガル |
| レイチェルの結婚 Rachel Getting Married                   | ジョナサン・デミ                                      | アメリカ合衆国             |
| スカイ・クロラ The Sky Crawlers                           | 押井守                                                | 日本                       |
| ミルク Süt                                                | セミフ・カプランオール                                | トルコ フランス ドイツ     |
| テザ 慟哭の大地 Teza                                      | ハイレ・ゲリマ                                        | エチオピア ドイツ フランス |
| あの日、欲望の大地で The Burning Plain                    | ギジェルモ・アリアガ                                  | アメリカ合衆国             |
| ハート・ロッカー The Hurt Locker                          | キャスリン・ビグロー                                  | アメリカ合衆国             |
| レスラー The Wrestler                                     | ダーレン・アロノフスキー                              | アメリカ合衆国             |
| Un giorno perfetto (A Perfect Day)                        | フェルザン・オズペテク                                | イタリア                   |
| ベガス Vegas: Based on a True Story                       | アミール・ナデリ                                      | アメリカ合衆国             |

### 特別招待作品
| 題名 原題                                           | 監督                         | 製作国                                    |
| --------------------------------------------------- | ---------------------------- | ----------------------------------------- |
| 35 Rhums (35 Shots of Rum)                          | クレール・ドニ               | フランス ドイツ                           |
| バーン・アフター・リーディング Burn After Reading   | コーエン兄弟                 | アメリカ合衆国                            |
| Encarnação do Demônio (Embodiment of Evil)          | ホセ・モジカ・マリンズ       | ブラジル                                  |
| Goodbye Solo                                        | Ramin Bahrani                | アメリカ合衆国                            |
| Jay                                                 | Francis Xavier Pasion        | フィリピン                                |
| Un lac (A Lake)                                     | フィリップ・グランドリュー   | フランス                                  |
| Pa-ra-da                                            | マルコ・ポンテコルヴォ       | イタリア フランス ルーマニア              |
| Parc                                                | アルノー・デ・パリエール     | フランス                                  |
| アニエスの浜辺 Les Plages d’Agnes                   | アニエス・ヴァルダ           | フランス                                  |
| Il primo giorno d'inverno (The First Day of Winter) | Marko Locatelli              | イタリア                                  |
| Puccini e la fanciulla (Puccini and the Girl)       | Paolo Benvenut               | イタリア                                  |
| シーリーン Shirin                                   | アッバス・キアロスタミ       | イラン                                    |
| Tutto e musica (1963)                               | ドメニコ・モドゥーニョ       | イタリア                                  |
| Vinyan                                              | ファブリス・ドゥ・ヴェルツ   | フランス イギリス ベルギー オーストラリア |
| Volare (1959)                                       | ピエロ・テッリーニ           | イタリア                                  |
| Voy a explotar (I'm Gonna Explode)                  | Gerardo Naranjo              | メキシコ                                  |
| Дикое поле (Dikoe Pole) (Wild Field)                | ミハイル・カラトーゾフ       | ロシア                                    |
| Yuppi du (1975)                                     | アドリアーノ・チェレンターノ | イタリア                                  |
| Zero Bridge                                         | Tariq Tapa                   | インド アメリカ合衆国                     |

## 審査員

### コンペティション部門
- ヴィム・ヴェンダース（監督/ドイツ）、審査員長
- Juriy Arabov（脚本家/ロシア）
- ヴァレリア・ゴリノ（女優/イタリア）
- ダグラス・ゴードン
- ジョン・ランディス（監督/アメリカ）
- ルクレシア・マルテル（監督/アルゼンチン）
- ジョニー・トー（監督/香港）

### オリゾンティ部門
- シャンタル・アケルマン（監督/ベルギー）、審査員長

## 受賞結果
- 金獅子賞：『レスラー』（ダーレン・アロノフスキー）
- 銀獅子賞：アレクセイ・ゲルマン・ジュニア（『宇宙飛行士の医者』）
- 審査員特別賞：『テザ 慟哭の大地』（ハイレ・ゲリマ）
- ヴォルピ杯
  - 男優賞：シルヴィオ・オルランド（『ボローニャの夕暮れ』）
  - 女優賞：ドミニク・ブラン（『L’Autre』）
- マルチェロ・マストロヤンニ賞：ジェニファー・ローレンス（『あの日、欲望の大地で』）
- 金オゼッラ賞
  - 脚本に対して：ハイレ・ゲリマ（『テザ 慟哭の大地』）
  - 撮影に対して：アリシャー・カミドコジャエフ、マクシム・ドロゾフ（『宇宙飛行士の医者』）
- 生涯功労賞：ヴェルナー・シュレーター

## エピソード
- 北野武監督の映画にちなんで前回新設された「監督・ばんざい!賞」の第2回の受賞者が招待作品『Shirin』のイランのアッバス・キアロスタミ監督に決まり、第1回受賞者である北野監督からキアロスタミ監督に賞が贈呈された。